# Виттисайм
Виттиса́йм (фр. Wittisheim) — коммуна на северо-востоке Франции в регионе Гранд-Эст (бывший Эльзас — Шампань — Арденны — Лотарингия), департамент Нижний Рейн, округ Селеста-Эрстен, кантон Селеста. До марта 2015 года коммуна административно входила в состав упразднённого кантона Маркольсайм (округ Селеста-Эрстен).
Площадь коммуны — 11,47 км², население — 1923 человека (2006) с тенденцией к росту: 2066 человек (2013), плотность населения — 180,1 чел/км².

## Население
Население коммуны в 2011 году составляло 2067 человек, в 2012 году — 2081 человек, а в 2013-м — 2066 человек.
| 1962 | 1968 | 1975 | 1982 | 1990 | 1999 | 2006 | 2008 | 2011 | 2012 | 2013 |
| ---- | ---- | ---- | ---- | ---- | ---- | ---- | ---- | ---- | ---- | ---- |
| 1521 | 1703 | 1705 | 1660 | 1631 | 1822 | 1923 | 2024 | 2067 | 2081 | 2066 |

Динамика населения:

## Экономика
В 2010 году из 1343 человек трудоспособного возраста (от 15 до 64 лет) 1032 были экономически активными, 311 — неактивными (показатель активности 76,8 %, в 1999 году — 72,4 %). Из 1032 активных трудоспособных жителей работали 929 человек (496 мужчин и 433 женщины), 103 числились безработными (53 мужчины и 50 женщин). Среди 311 трудоспособных неактивных граждан 86 были учениками либо студентами, 125 — пенсионерами, а ещё 100 — были неактивны в силу других причин.

## Достопримечательности (фотогалерея)

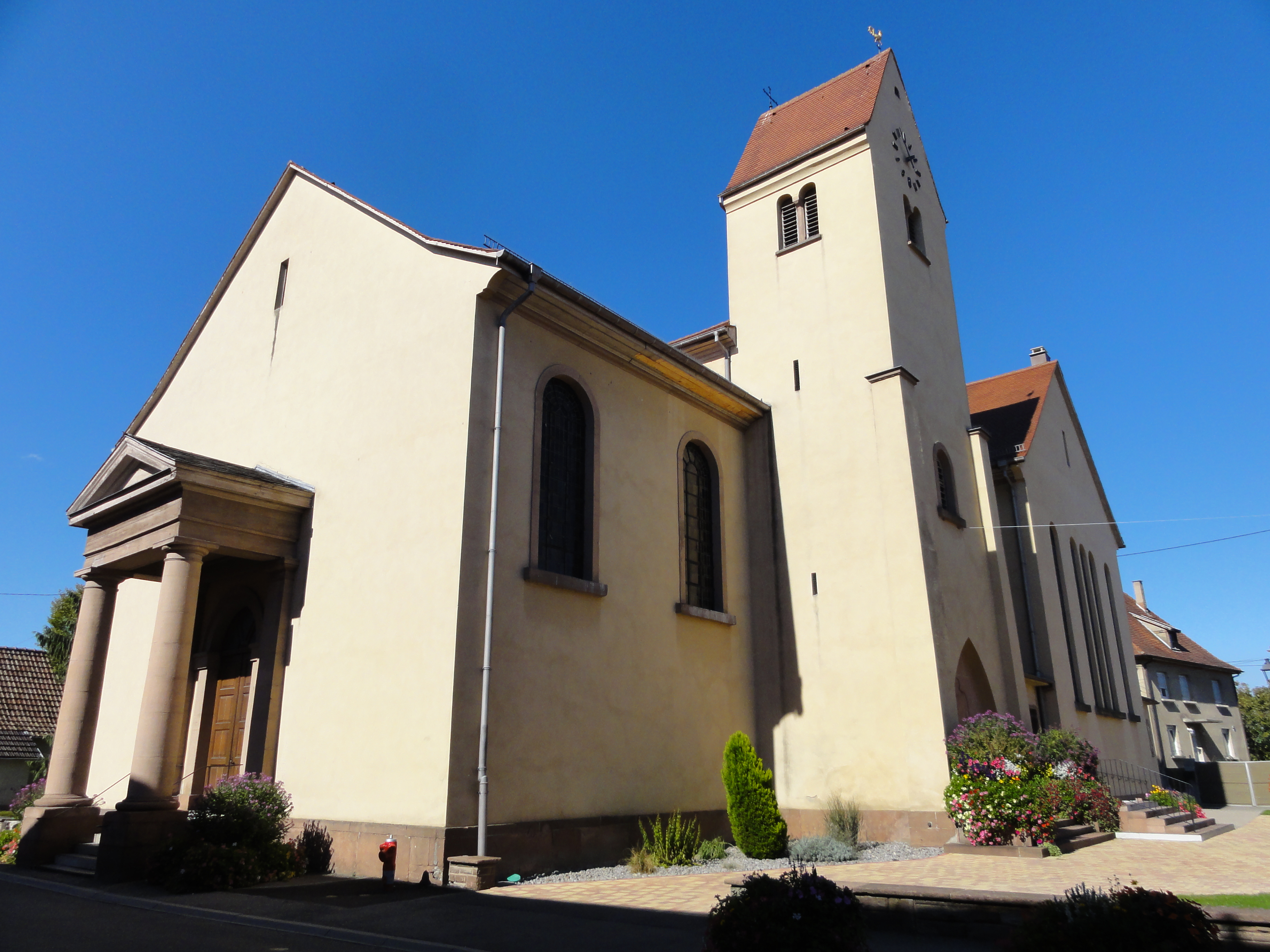
Католическая церковь
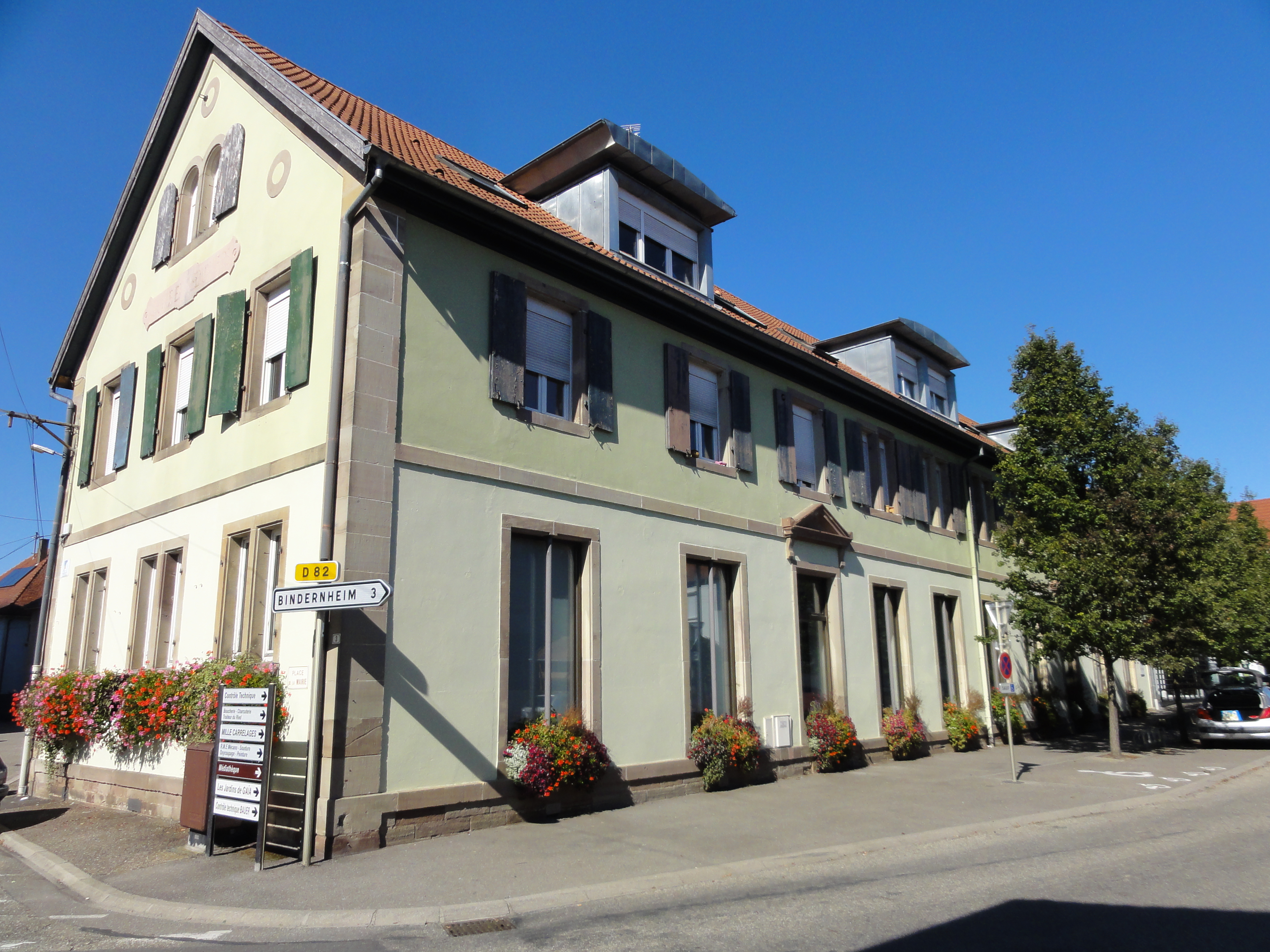
Здание школы (XIX век)
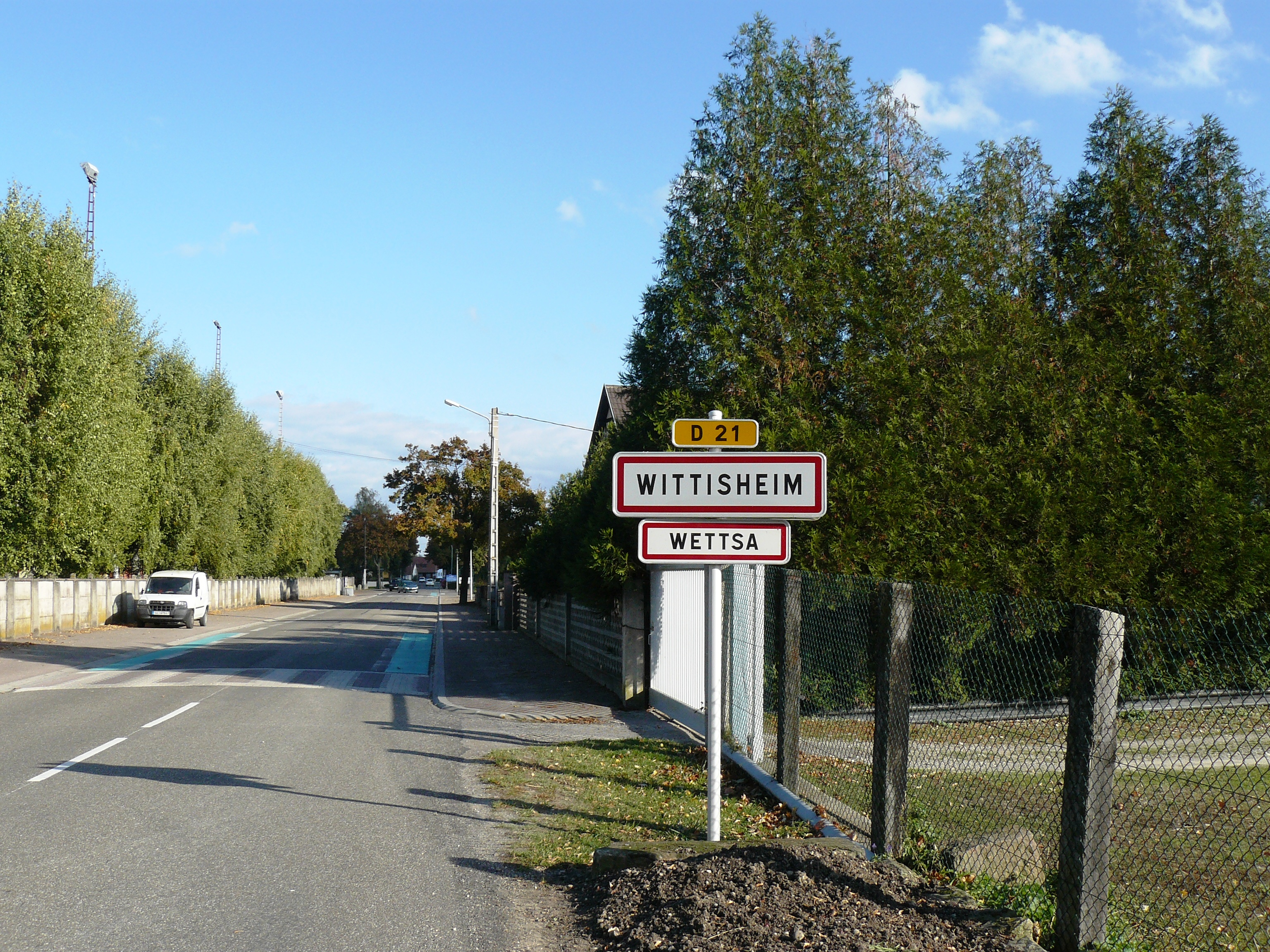
Вид на коммуну
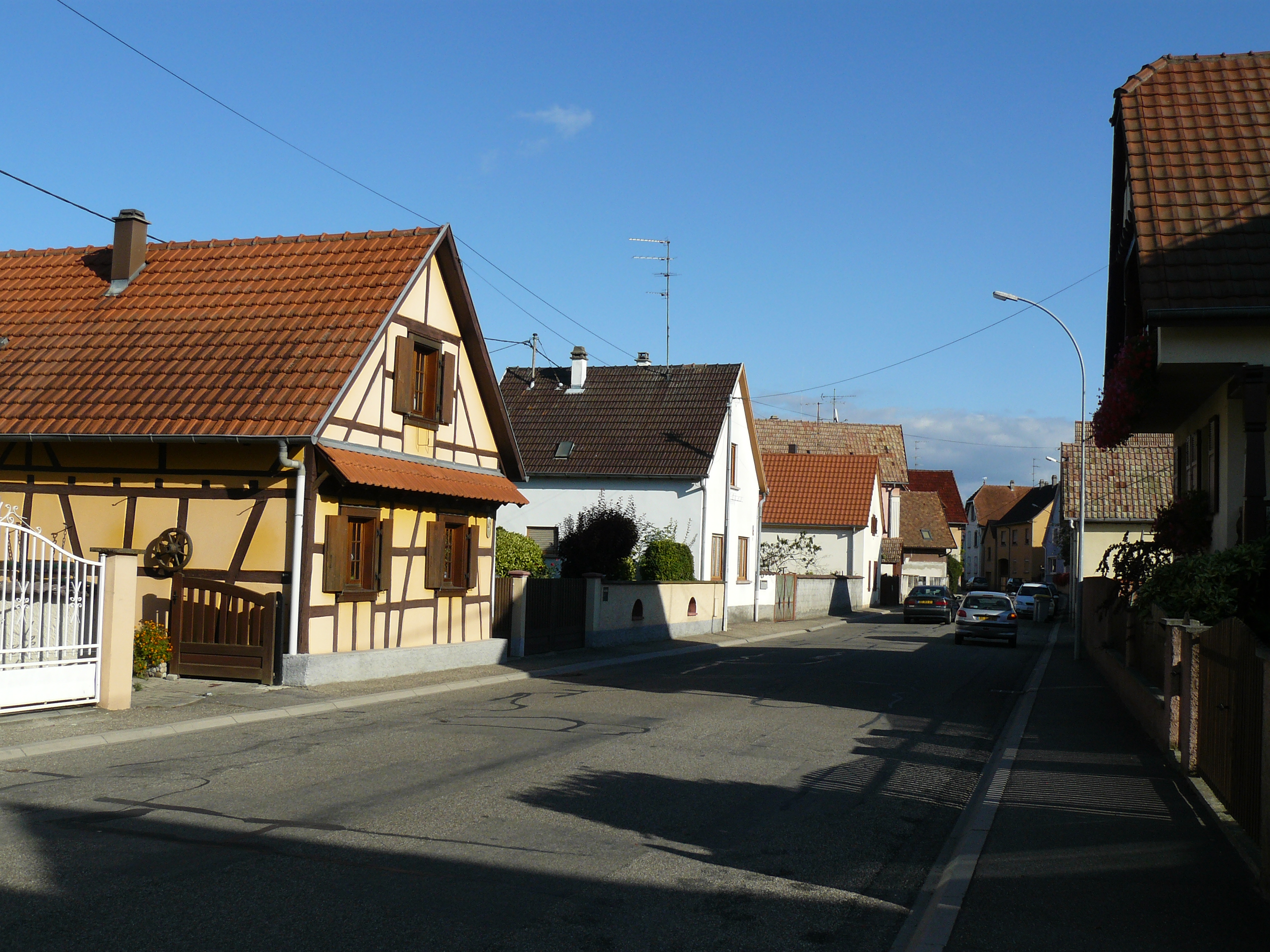
Центральная улица